# Ney Rosauro
Ney Rosauro (Río de Janeiro, 24 de octubre de 1952) es un compositor y percusionista brasileño, conocido por sus conciertos solistas para percusión y orquesta.

## Biografía
Ney Rosauro inició en 1977 sus estudios en su ciudad natal de Río de Janeiro. Posteriormente estudió en la Universidad de Brasilia, donde recibió su licenciatura. Asistió a la Escuela Superior de Música de Wurzburgo alemana con el Profesor Siegfried Fink, donde obtuvo su maestría. En la Universidad de Miami, hizo un doctorado y actualmente es director de estudios de percusión.
Como compositor ha escrito más de 50 obras para percusión y algunos libros educativos. Sus trabajos son conocidos en todo el mundo y han sido interpretados por artistas conocidos como Evelyn Glennie y la Orquesta Sinfónica de Londres. 

## Obra
Sus composiciones incluyen solos para marimba, vibráfono y multi-percusión. Un tema común en su obra es el uso de melodías tradicionales brasileñas.
Su obra más popular es el Concierto para Marimba y Orquesta de Cuerdas Nº 1.
.